# Parade ('s-Hertogenbosch)
De Parade is een plein in het centrum van 's-Hertogenbosch. Het plein dankt zijn naam aan het feit dat het tussen 1749 en 1935 een militair exercitie- en paradeterrein was.

## Geschiedenis

### Groot begijnhof
Het huidige plein beslaat ongeveer twee derde van wat een begijnhof was, die waarschijnlijk rond 1274 door de Hertog van Brabant werd gesticht. Er woonden tot 300 begijnen binnen de muren, zij hadden hun eigen kerk die ongeveer midden op de huidige parade stond. De driebeukige kerk kwam in 1304 gereed en was gewijd aan Sint-Nicolaus. De hoofdpoort die toegang verschafte tot het hof lag tegenover de Sint-Janskathedraal.
Nadat 's-Hertogenbosch door Prins Frederik Hendrik van Oranje was veroverd op de Habsburgers, werd in de overgavebepalingen opgenomen dat het begijnhof mocht blijven bestaan, totdat de laatste begijn zou zijn gestorven. Dit was in 1675, toen Cornelia van Deursen stierf.

### Militaire parade en stallen
Hierna ontstond er geschil tussen het stadsbestuur en de Raad van State over de eigendom van de grond. In 1721 werd er een schikking getroffen waarbij de stad het westelijke deel - het huidige plein - en het landsbestuur het oostelijke deel kreeg toebedeeld. Ondertussen raakte een groot deel van de huisjes op het begijnhof in staat van verval. In 1701 stortte ook de kerk in.
's-Hertogenbosch was destijds een garnizoensstad, en in 1741 werden twee militaire paardenstallen gebouwd voor de cavalerie. Deze kazernes hadden een oefenterrein nodig. In 1749 brak de stad op haar terrein hiertoe de laatste huisjes van de begijnen af en richtte deze in als paradeterrein. De militaire oefeningen werden voorheen gehouden op de Markt. De Parade werd in deze periode verhard met klinkers. Ergens in de 19e eeuw werd deze bestrating weer verwijderd.

### Casino Schouwburg
In 1934 werden de stallen gesloopt, ervoor in de plaats kwam de nieuwe schouwburg van de sociëteit Casino. Het straatje dat werd aangelegd tussen Triniteitsstraat en de Casinotuin wordt ter nagedachtenis aan de vertrokken paarden en hun berijders Cavaleriestraat genoemd. Vanaf de jaren 30 staan er rondom het plein lindebomen.

### Tweede helft 20e eeuw - heden
Vanaf 1961 wordt de Parade gereconstrueerd tot binnenstadsplein met parkeerfunctie. Het plein wordt verhard, de 130 lindebomen worden gerooid en vervangen door kastanjebomen. De reden was dat anders de auto's vies zouden worden door de kleverige honigdauw van bladluizen die in lindebomen zitten. Aan de zuidzijde wordt een extra straat aangelegd: de Triniteitsstraat.
In 1976 wordt Theater aan de Parade gebouwd, ter vervanging van de oude schouwburg. In de  periode  2020-2024 is het theater gesloopt en vervangen door nieuwbouw. 
In 2007 kwam het besluit de Parade zelf niet meer te gebruiken als parkeerterrein en is het een plein voor evenementen.
Het plein is aan alle zijden beplant met paardenkastanjes, die vooral in de zomer het zicht op omringende bebouwing - zoals de Sint-Janskathedraal - belemmeren.
In 2009 waren er ontwerptekeningen gemaakt om de Parade ingrijpend te herstructureren. Zo zouden de kastanjebomen plaats moeten maken voor lindebomen. De plannen zijn echter nooit uitgevoerd. 
Inmiddels is de Parade, inclusief de Torenstraat, bestraat met kasseien. In 2020 zijn deze werkzaamheden voltooid. 
Begin 2021 zijn alle kastanjebomen gerooid in verband met een ziekte. Van deze oude kastanjes zijn onder andere banken gemaakt, die later weer terug op de Parade geplaatst zijn.

## Fotogalerij

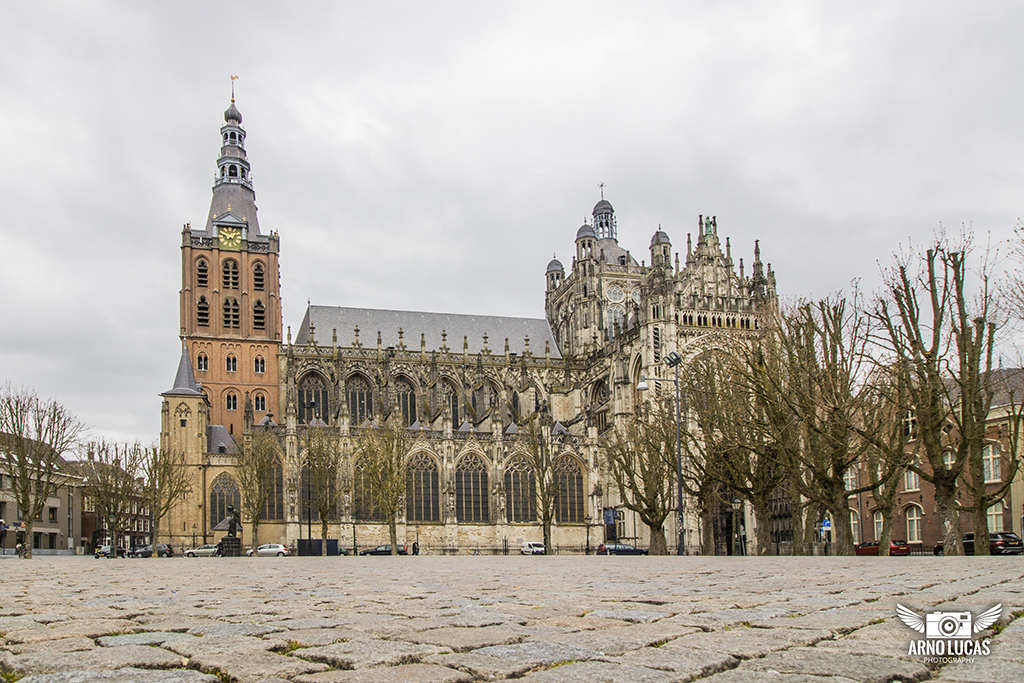
De kasseien van de Parade, met op de achtergrond de Sint-Janskathedraal
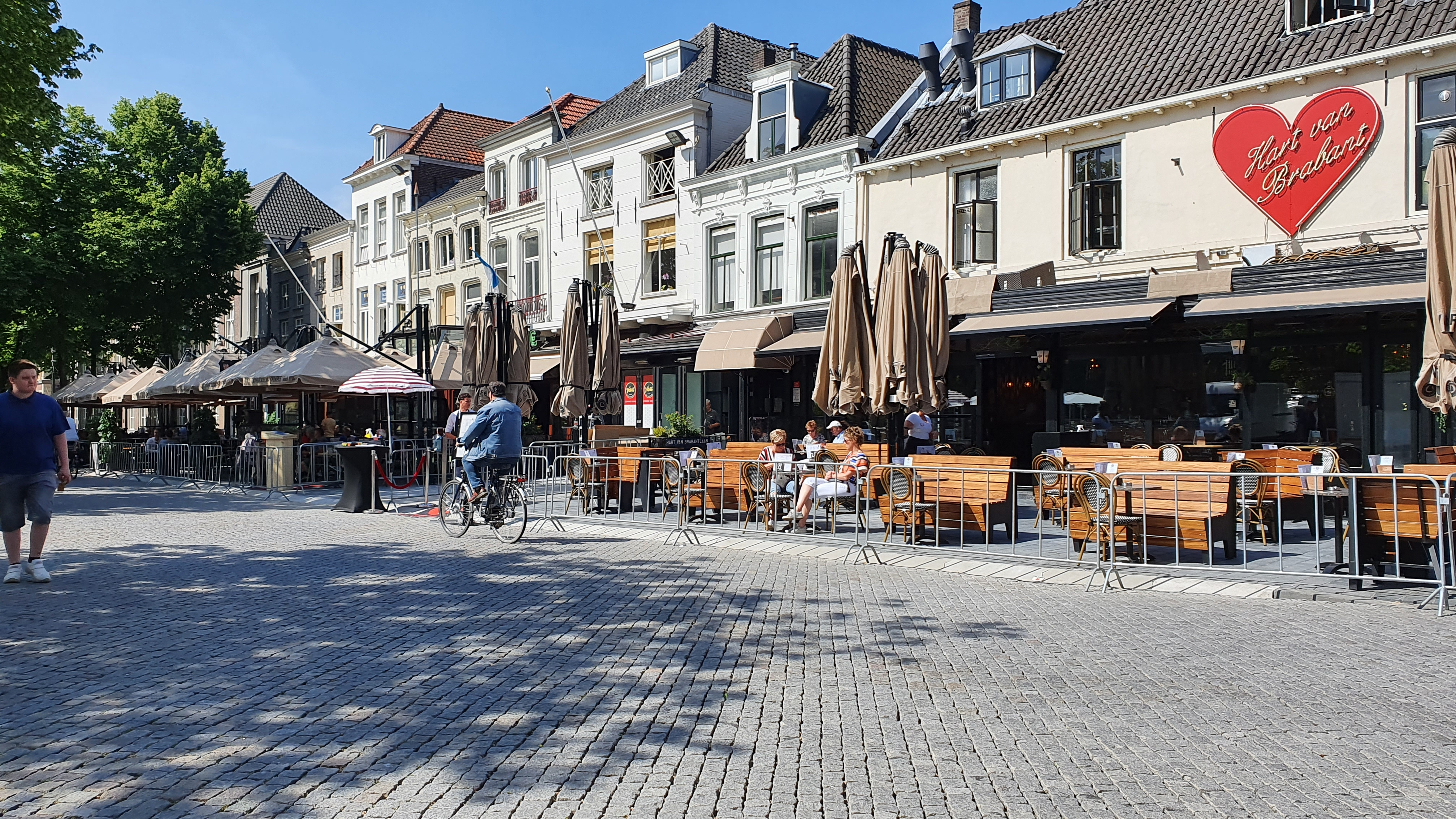
Horeca aan de Parade
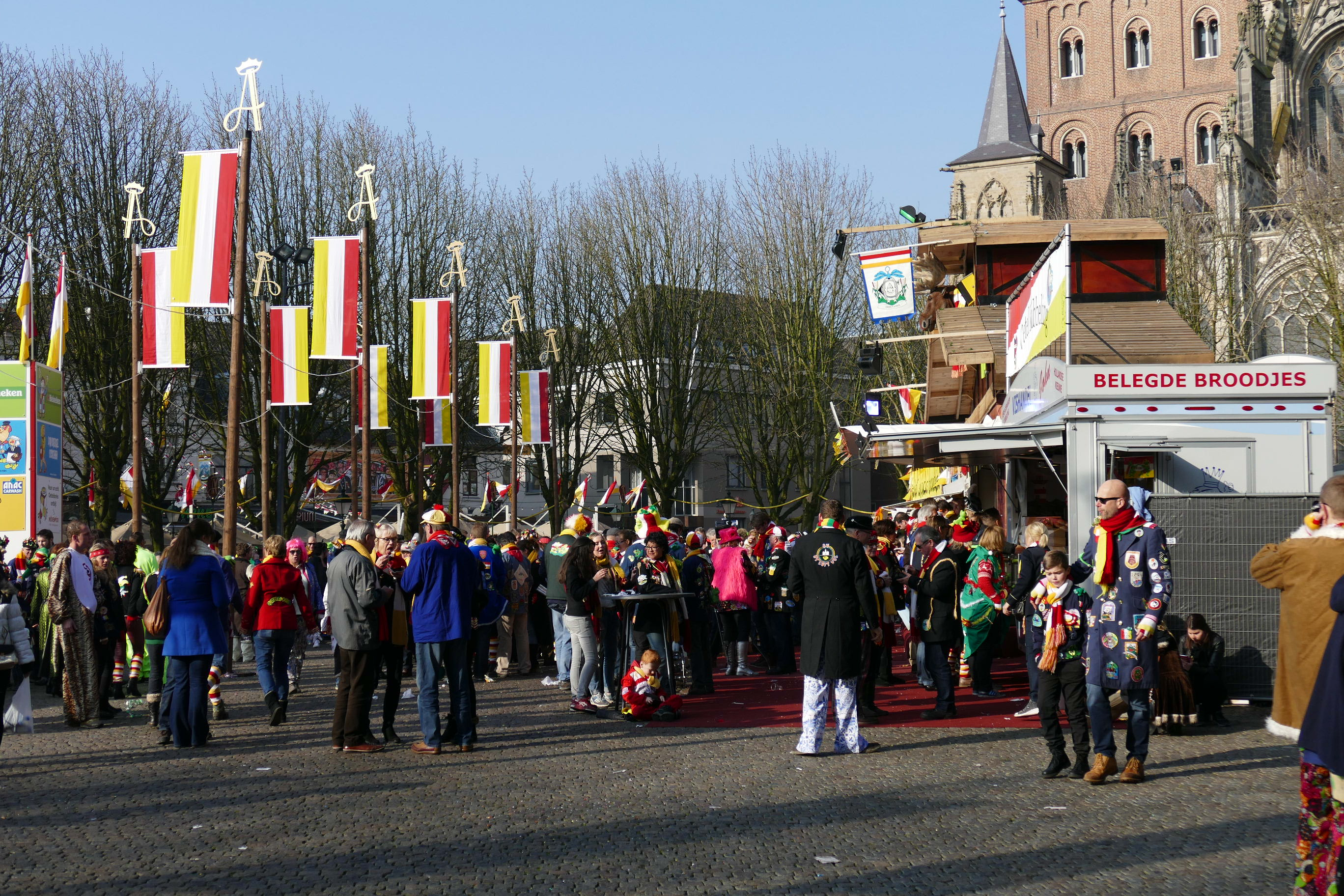
Carnaval op de Parade (2015)